# Esmalte de uñas

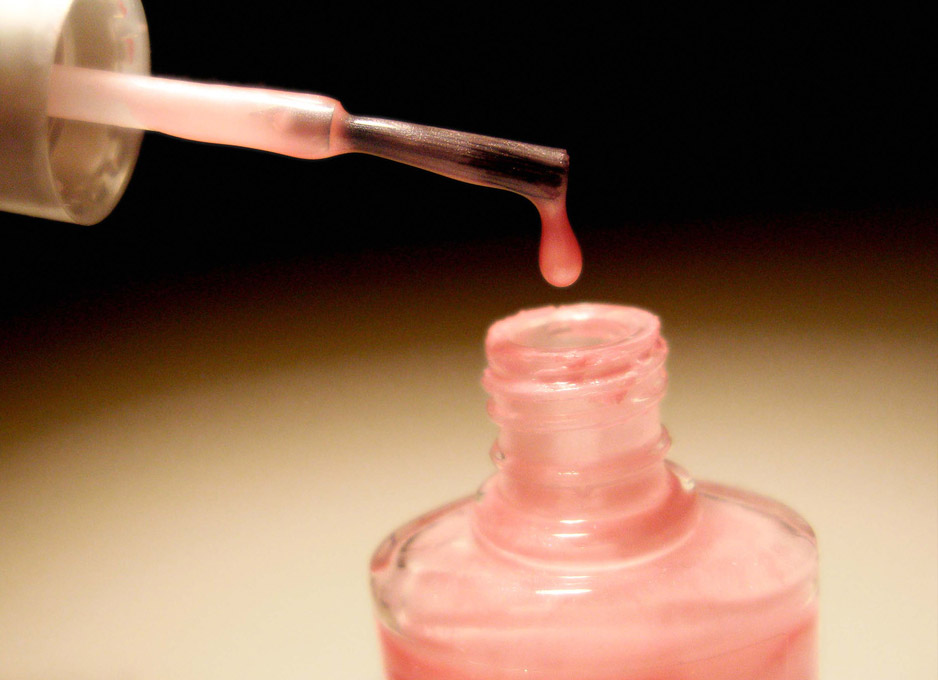
Una gota de esmalte de uñas

El esmalte de uñas, laca de uñas, barniz de uñas, pintura de uñas o pintaúñas es un cosmético  que tiene como objetivo pintar las uñas de los dedos de las manos y los pies a través de una laca coloreada. En general los productos cosméticos de este tipo son compuestos orgánicos con contenido de nitrocelulosa, tolueno, formaldehído, entre otros. Es común el agregado de perlas y otros tipos de brillos, propios de la industria del cotillón.
Fue inventado en 1924, como laca de uñas con color, y a partir de ese momento se terminó con la tendencia de llevar las uñas naturales.
El uso del mismo es meramente estético y por este motivo es empleado principalmente por mujeres, aunque cada vez más hombres se han animado a pintarse las uñas.

## Historia del esmalte de uñas
El esmalte de uñas o pintaúñas es un cosmético de laca, de secado rápido, comúnmente utilizado para colorear las uñas y proporcionarles brillo. En los tiempos de la antigua Grecia y Roma, se creía que el esmalte de color rosa, combinado con otra prenda del mismo color, auguraba la muerte y desolación, invocando a las bestias del mismo averno. Las damas de la alta sociedad empezaron a emplear diversos tipos de productos para pintar su cuerpo. Eran principalmente cosméticos rudimentarios que estaban hecho a base de productos naturales.
En este caso el esmalte de uñas surgió en la antigua realeza egipcia, cerca del año 3500 a. C. las mujeres egipcias aplicaban un tinte negro sobre sus uñas para así pintarlas. Los colores más brillantes eran asignados a las familias reales y a las reinas de Egipto. Cleopatra prefería el rojo oscuro y Nefertiti el tono esmalte de rubí. Los egipcios obtenían los colores deseados a partir del siguiente proceso: usaban alheña pintando sus uñas naranjas, posteriormente se tornarían rojo oscuro o marrón después de que la mancha hubiera madurado.
De igual forma en la cultura China alrededor del año 3000 a. C., el color de las uñas de las mujeres demostraba su estatus social, producto del uso de rojos y colores metálicos (oro y plata) hechos a base de una solución de plata. En la dinastía Ming el esmalte de uñas evolucionó y comenzaron a utilizar más diversidad de productos como cera de abeja, clara de huevo, gelatina, tintes vegetales y goma arábiga. Después, cerca del año 1300 a. C., los colores reales se cambiaron a negro y rojo, y los colores pálidos eran usados por las clases bajas.

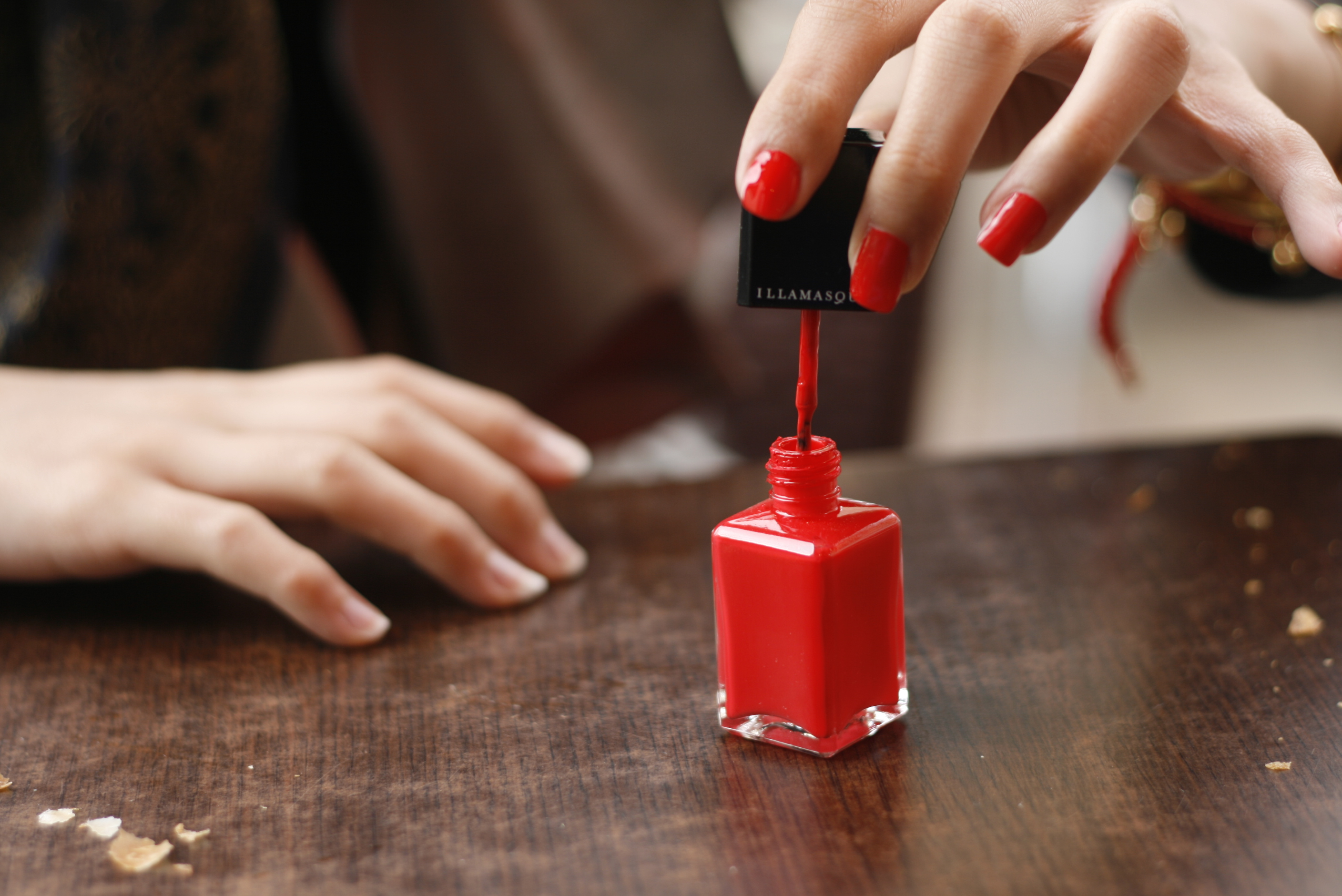
Uñas de la mano antes y después de la aplicación de esmalte de uñas rojo

La tecnología para el desarrollo del esmalte de uñas tuvo un estancamiento hasta principios del siglo XIX, debido a que la moda era llevar las uñas cortas y perfectamente moldeadas. Se atribuye a los inventores del siglo XV el objeto que hoy conocemos como lima, que eran clavos que perfumaban y pulían con una correa de cuero. Era una época en la que la modestia era la virtud más importante, y en la cual los colores brillantes en las uñas estaban desprestigiados.
En el siglo XX los esmaltes de uñas retomaron importancia con el uso de soluciones coloridas que a pesar de todo no duraban más de unas cuantas horas. En sí el color de uñas moderno surge posteriormente al descubrimiento y perfeccionamiento de pintura para coches. La empresa Cutex en el año de 1917 toma una idea de esta pintura y crea esmaltes para uñas de colores brillantes. El esmalte sintético fue introducido alrededor del año 1920 en París. A partir de eso la primera dama Eleanor Roosevelt fue la primera en usar colores sólidos en sus uñas y comenzó el boom de los esmaltes.

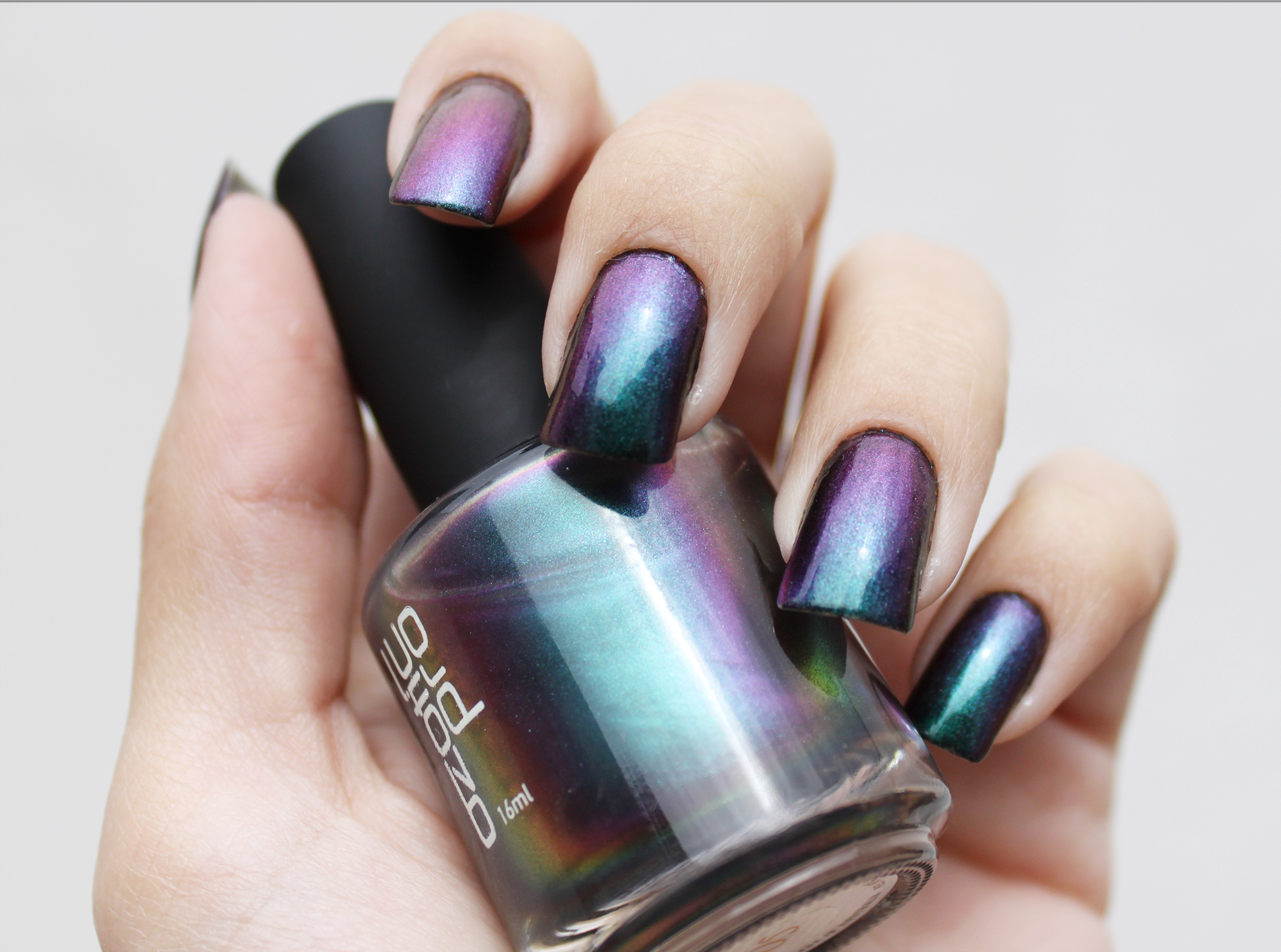
Uñas de la mano pintadas con esmalte

Los esmaltes de uñas comenzaron principalmente en los colores rojo, rosa, morado y negro. A partir de ahí nuevos colores y nuevas técnicas para los esmaltes de uñas han sido creadas existiendo una gran diversidad de tonos. Actualmente, se puede encontrar esmaltes con brillos, magnéticos, con estampados, que cambian de color dependiendo del sol, etcétera. La última tendencia son impresiones que se realizan a las uñas a través de una máquina que permite elegir el diseño al gusto del cliente y lo imprime en ellas, de la misma manera tiene una mayor duración y genera efectos muy interesantes que revolucionan la moda.

## Composición química
Normalmente, los barnices de uñas son la composición refinada de la pintura de los automóviles. Los esmaltes de uñas están compuestos por sustancias químicas, en una proporción donde al individuo no le hagan mucho daño y den el color deseado que está buscando. Principalmente están compuestos por lo siguiente:
- Nitrocelulosa
- Tolueno
- Formaldehído
- Acetato de etilo
- Acetato de butilo
- Alcohol isopropílico
- Ácido trimetílico
- Hidrato de copolímero
- Pentanil isobutanílico
- Trifenil fosfato
- Esterialconio
- Hectorita
- Diacetona alcohol
- Ácido cítrico
- Benzofenona
- Dióxido de titanio

## Toxicidad
Las empresas que se dedican a la fabricación de este tipo de productos actualmente afrontan el problema de tratar de reducir, eliminar o sustituir los ingredientes tóxicos y nocivos para el ser humano como: ftalato de dibutilo, tolueno y formaldehído. A estos se les conoce como el trío tóxico.
El ftalato de dibutilo es la sustancia química que las compañías utilizan para que el esmalte de uñas no se astille pero puede provocar problemas como cáncer y también puede originar problemas testiculares en animales y seres humanos. Como este compuesto químico es dañino muchas empresas realizaron una campaña para poder retirar esta sustancia de la composición de sus esmaltes; compañías como Estée Lauder y Cerescos han retirado este compuesto para la creación de sus productos, mientras que otras empresas de renombre siguen usando este compuesto.
Por lo anteriormente mencionado, actualmente existen otro tipo de esmaltes, que son los que están hechos a base de agua. Estos se basan en un polímero acrílico, que es considerado bueno para el medio ambiente, ya que los esmaltes son considerados malos para la salud del hombre. Dentro del esmalte basado en agua, el disolvente (agua) es la parte principal, ya que el agua es absorbida a través de la uña.
Se ha demostrado que el uso abusivo del esmalte de uñas puede provocar infecciones en las uñas.

## Tipos de barnices

### Base
Este tipo de barniz de uñas es transparente, claro, con tonos lechosos, o de color rosa opaco. Se utiliza específicamente antes de aplicar el barniz a las uñas. El propósito de la base es fortalecer las uñas, restaurar la humedad de la uña, ayudar al esmalte a adherirse a la uña o hacer más fácil su remoción, dependiendo de la intención que se tenga. Algunas bases de barniz sirven como «relleno» para crear una superficie más lisa o pareja de la uña y reducir la visibilidad de grietas en las uñas. Esto le proporciona un aspecto más sano y joven a las uñas. Alunas bases de barniz también previenen que las uñas se manchen o adquieran un color amarillo causado por los barnices de colores.

### Primera capa
Este tipo de barniz se aplica específicamente después de aplicar la base y usualmente es de colores claros. La primera capa forma una barrera protectora para la uña que previene que el barniz de color se astille o se caiga. Esta primera capa se distingue por tener un «secado rápido» y ayudar a que el secado del barniz de color sea más rápido también. La primera capa también ayuda que las uñas crezcan sanas y se reparen de daños anteriores, además de que le da al barniz de color un acabado más fino y estilizado.

### Gel
Este tipo de barniz es más duradero y está hecho de un polímero conocido como metacrilato. Es muy similar al barniz de uñas tradicional; sin embargo, no se seca hasta que pasa sobre una lámpara ultravioleta. Mientras que los barnices de uñas normales llegan a durar de 2 a 7 días antes de que se caigan de las uñas, el barniz de tipo «gel» puede durar hasta 2 semanas con los cuidados adecuados sin dañarse. Este tipo de barniz resulta más difícil de retirar que el barniz normal. La forma en que se quita es mediante un palito de madera raspando después de haber sumergido las uñas en acetona durante 8 o 15 minutos.

### Top coat acabado Mate
Este tipo de barniz no tiene brillo y se puede utilizar como base pues sus colores son claros o neutros. De igual forma se puede aplicar como última base o top coat sobre los barnices de colores para darle un acabado mate a cualquier color de uñas. Este tipo de barniz termina con el brillo de cualquier barniz normal. En los últimos años ha adquirido mucha popularidad pues le da un look diferente a las uñas.

## El barniz de uñas en la moda
Tradicionalmente el barniz de uñas comenzó con colores como el rojo, el rosa, el morado y el negro. Desde entonces muchos otros colores y estilos de barnices han surgido. Además del clásico barniz de uñas de un solo color nos encontramos actualmente con barnices con brillos, «crackeleados», moteados, iridiscentes y holográficos. Elementos como estampas o brillos generalmente son usados para darle un estilo diferente a las uñas o como técnicas decorativas.
También existen barnices que dicen ayudar al crecimiento de las uñas, a hacerlas más fuertes, para prevenir que se rompan o que la gente las muerda, y se utilizan en un manicura o pedicura.

### Manicura tipo francés
El manicura estilo francés busca representar a las uñas en un estado muy «natural», y se caracteriza por tener una base rosa y la punta de las uñas blanca. Este estilo es el más conocido. Se pudo haber originado en el siglo XVIII en París y adquirió popularidad en los años 20 y 30. Actualmente, este estilo sigue siendo usado y mantiene su popularidad, de igual forma ha sido modificado y en vez de utilizar solamente el color blanco en las puntas de la uña se usan todo tipo de colores.

### Redes sociales
En los últimos años, las redes sociales le han dado una importancia muy fuerte a los barnices de uñas, lanzando un original concepto conocido como nail art. Los usuarios comparten fotos sobre los diferentes estilos y diseños de uñas que realizan. La WWD reportó que en 2012 en Estados Unidos la venta de barnices de uñas fue de 768 millones de dólares, aumentando en un 32 % con respecto al 2011. Muchos productos complementarios a los barnices de uñas han surgido gracias a esta tendencia del nail art desde el siglo XXI. Por ejemplo, las estampas de uñas (ya sea hechas de esmalte de uñas o plástico), plantillas, esmalte de uñas magnético, bolígrafos con barniz, caviar de uñas (microesferas), esmalte de uñas comercializado para los hombres, el esmalte de uñas con olor, y color de esmalte de uñas cambiante (cambia el tono cuando se expone a la luz solar, y rangos que cambian de color en respuesta al calor). Las redes sociales donde más se exponen este tipo de tendencias son Pinterest e Instagram, y han resultado muy bien aceptadas por el público pues es muy fácil que cada quién imite los estilos, los compare y los comparta.

### Mundo occidental
En el mundo occidental el barniz de uñas se usa comúnmente por mujeres, sin embargo en años recientes el mercado varonil ha comenzado a usarlos como protección de uñas y para evitar que se rompan. Actualmente hay algunos casos de hombres que usan colores en las uñas de las manos y los pies. Generalmente estos colores son oscuros como el negro, plateado, verde olivo, café o gris. Esta tendencia se da especialmente en las zonas de clima cálido donde los zapatos de punta abierta se usan y pueden enmascarar las uñas dañadas o desfiguradas.

### Acabado de los barnices
Existen 14 tipos principales de acabados:
- Brilloso
- Micro-brilloso
- Micro-glitter
- Glitter (brillantina)
- Frost
- Lustre
- Creme
- Prismático micro-brillo
- Iridiscente
- Opalescente
- Mate
- Duocromo
- Jelly o translúcido
- Holográfico

## Quitaesmalte
El barniz de uñas se puede eliminar mediante un quitaesmalte. Un quitaesmalte es un solvente orgánico, conocido como acetona (aunque no es acetona pura). Generalmente viene rebajado con aceites, esencias o colorantes para proteger las uñas.
La forma tradicional para quitar el barniz de uñas es usando un algodón, mojándolo con un poco de quitaesmalte o acetona y tallándolo sobre la uña con barniz. Sin embargo, en la actualidad hay diferentes productos que quitan el esmalte, como son por ejemplo las toallitas húmedas con quitaesmalte o las botellas con acetona. En estas últimas, al introducir el dedo y girar la botella la cual tiene una esponja dentro y retirar el dedo, el barniz desaparece.